# Колонія (коротка повість)
 «Колонія» (англ. Colony) — науково-фантастична коротка повість американського письменника Філіпа К. Діка. Написана 11 серпня 1952 року. Вперше вийшла у червні 1953 року у видавництві «Galaxy Publishing Corporation» у журналі «Galaxy Science Fiction». Увійшла до першого тому «Зібраної короткої прози Філіпа К. Діка» 1987 року.
Коротка повість була адаптована, як радіоп'єса, в радіопрограмі X Minus One компанії NBC. Епізод вийшов в ефір 10 жовтня 1956 року.
Вперше українською мовою коротка повість вийшла у «Видавництві Жупанського» 2019 року у першому томі «Повного зібрання короткої прози» Філіпа К. Діка у перекладі Віталія Корсуна.

## Сюжет
За сюжетом розвідувальна експедиція відкрила нове небесне тіло, Блакитну Планету, планету зі сприятливими, на перший погляд, умовами для людини. Дослідники мають намір повідомити, що сюди можна відправляти перші партії поселенців. Але незабаром вони виявляють ворожу іншопланетну форму життя, здатну мімікрувати під будь-які неорганічні об'єкти: мікроскопи, одяг, машини. Вони прагнуть вбити людину і «переварити» її тіло, мов рослини-хижаки.
Командир збирається евакуювати персонал і просить у крейсера, що знаходиться поблизу Блакитної Планети, підібрати їх. Щоб іншопланетне життя не потрапило на Землю, люди покидають планету повністю голими. Динаміки повідомляють про посадку крейсера на злітному полі (хоча його посадки не було чутно), і весь загін йде у його середину. Через десять хвилин приземляється справжній крейсер, його екіпаж довго чекає тих, хто мав евакуюватися, але ніхто так і не з'являється.

## Коментар автора твору
|                                                                                                 | Фінальна стадії параної — це не коли всі ополчилися проти тебе, а коли проти тебе ополчилось усе. Замість «Мій бос налаштований проти мене» буде «Телефон мого боса налаштований проти мене». В будь-якому разі, навіть здоровій людині іноді може здаватися, що предмети мають якісь наміри; вони не роблять того, що мають робити, заважають, виявляють неприродний супротив змінам. У цьому творі, я намагався описати ситуацію, яка б дала раціональне пояснення зловісним змовам предметів проти людей, обійшовшись без будь-яких психічних відхилень останніх. Мабуть, для цього довелося б побувати на іншій планеті. Завершується твір остаточною перемогою предметів, що змовилися проти невинних людей. |
| — Філіп Дік (1976 рік) , з приміток видання: Філіп К. Дік. Повне зібрання короткої прози. Том 1 | |

## Видання українською мовою
- Дік, Філіп. К. Повне зібрання короткої прози. Том 1 / Пер. з англ.: Віталій Корсун, Ігор Гарнік, Єгор Поляков; передмова: Віталій Корсун; післямова: Ната Гриценко. — Київ: Видавництво Жупанського, 2019. — (Ad Astra) — 600 с. ISBN 978-617-7585-07-6
  - Колонія (з 421 с. по 441 с.; переклав Віталій Корсун)